# Philip Neame
Philip Neame (Faversham, 12 dicembre 1888 – Selling, 28 aprile 1978) è stato un generale e tiratore a segno britannico, decorato nel 1914 con la Victoria Cross, cavaliere commendatore dell'Ordine dell'Impero Britannico, compagno cavaliere dell'Ordine del Bagno, fu decorato anche col Distinguished Service Order oltre ad aver vinto una medaglia d'oro olimpica a squadre nel 1924 in una specialità del tiro a segno.
È l'unico ad aver ottenuto Victoria Cross e medaglia d'oro olimpica.

## Biografia
Educato al  Cheltenham College, all'età di 26 anni era tenente nel corpo dei  Royal Engineers, durante la prima guerra mondiale. 

Fu insignito della Victoria Cross il 19 dicembre 1914 a Neuve Chapelle, in Francia, quando sotto un intenso fuoco nemico affrontò da solo i tedeschi con un lancio di bombe a mano, uccidendone e ferendone un certo numero; riuscì a trattenere il nemico per tre quarti d'ora e a recuperare tutti i feriti che si riuscì a muovere.
In seguito ricevette l'investitura a sir, e l'Ordine dell'Impero Britannico.

Fu membro della squadra olimpica nel 1924 a Parigi; ricevette in seguito la promozione a tenente generale.

Nel 1941 durante la campagna del Nord Africa della seconda guerra mondiale, incaricato del comando delle forze britanniche schierate in Cirenaica, venne sorpreso dalla imprevista controffensiva dell'Afrikakorps di Erwin Rommel e venne catturato dai tedeschi insieme ad altri tre generali inglesi.
Durante la prigionia in Italia, tentò più volte la fuga con alcuni commilitoni, tra cui il maggior generale Richard O'Connor, il tenente generale  sir Adrian Carton de Wiart, un altro militare insignito della Victoria Cross e il brigadier generale John F.B. Combe. Neame infine riuscì nel suo intento.

Servì come luogotenente-governatore di Guernsey dal 1945 al 1953.

## Carriera sportiva
Alle Olimpiadi di Parigi 1924 vinse la medaglia d'oro nel tiro a segno, specialità bersaglio mobile colpo doppio 100m a squadre.

### Palmarès
- Giochi olimpici:
  - Parigi 1924: oro tiro a segno, bersaglio mobile colpo doppio 100m a squadre

## Onorificenze

### Onorificenze britanniche
For conspicuous bravery on the 19th December, near Neuve Chapelle, when, notwithstanding the very heavy rifle fire and bomb-throwing by the enemy, he succeeded in holding them back and rescuing all the wounded men whom it was possible to move.»
— Neuve Chapelle, 19 dicembre 1914